# Roberto De Zerbi
Roberto De Zerbi (ur. 6 czerwca 1979 w Brescii) – włoski piłkarz występujący na pozycji pomocnika, a także trener.

## Kariera piłkarska
Roberto De Zerbi jest wychowankiem A.C. Milanu. W Serie A nie zagrał jednak w barwach tej drużyny ani jednego meczu. Od 1998 roku prawie co sezon zmieniał klub. Był zawodnikiem: Monzy (Serie B), Padovy (Serie C1), Como (Serie C1), ponownie Padovy (Serie C2), Avellino (Serie C1), Lecco (Serie C1). W 2002 roku trafił do Foggii, gdzie grał przez trzy sezony (w Serie C2 i C1). Następnie występował w Arezzo, Catanii (oba Serie B), aż w 2006 roku przeszedł SSC Napoli (wtedy Serie B). Po sezonie awansował z drużyną do Serie A, gdzie rozegrał 3 mecze. Potem został wypożyczony do Brescii (Serie B), Avellino (Serie A), a następnie do rumuńskiego CFR Cluj, z którym wywalczył tytuł mistrza kraju. Przed sezonem 2010/2011 podpisał kontrakt z rumuńską drużyną. Jej zawodnikiem był do roku 2012. Potem występował jeszcze w Trento, gdzie w 2013 roku zakończył karierę.
| Rozgrywki | Kraj    | Poziom | Mecze | Bramki |
| --------- | ------- | ------ | ----- | ------ |
| Serie A   | Włochy  | I      | 3     | 0      |
| Liga I    | Rumunia | I      | 22    | 8      |
| Serie B   | Włochy  | II     | 132   | 20     |

## Sukcesy

### CFR Cluj
- Zwycięstwo
  - Liga I: 2009/2010